# Pokłon pasterzy (obraz Petera Paula Rubensa)
Pokłon pasterzy (niderl. De aanbidding der herders) – obraz flamandzkiego malarza Petera Paula Rubensa, namalowany ok. 1608 roku w tzw. okresie włoskim mistrza.

## Historia obrazu
Obraz został zakupiony do zbiorów Ermitażu w 1769 roku z drezdeńskiej kolekcji Brühla jako dzieło Cornelisa Schuta. W latach 1911–1916 obraz przypisywano innemu malarzowi Jacobowi Jordensowi. Prawdziwe autorstwo zostało ustalone w 1927 roku przez L. Bucharda, po ujawnieniu innego obrazu Rubensa z kościoła San Spiryto w Fermo, o tym samym tytule. Zanim obraz otrzymał swoją wersje Rubens namalował szkic Dwóch pasterzy i mężczyzna w turbanie wykonany piórem (139x150 mm) znajdujący się obecnie w Muzeum Fodor w Amsterdamie. Innym wariantem obrazu jest płótno znajdujące się w kościele Pawła w Antwerpii. Obraz z Ermitażu uznaje się za pierwowzór dla ołtarza w Fermo.

## Tematyka obrazu

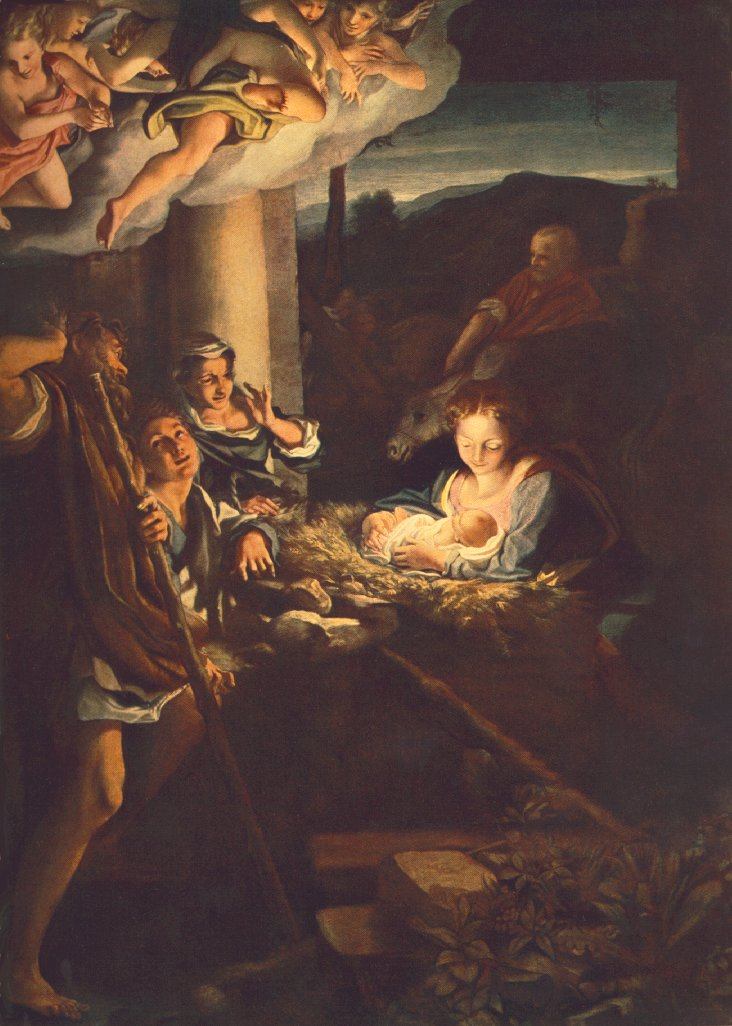
Święta Noc Correggia

Tematem obrazu jest motyw zaczerpnięty z Ewangelii św. Łukasza (2: 15-21) i dotyczy narodzenia Chrystusa. Dzieło powstało podczas pobytu Rubensa we Włoszech, co może tłumaczyć duże podobieństwo do stylu Correggia i jego obrazu Święta Noc. Podobnymi elementami są anioł w górnej części obrazu, Madonna pochylona nad żłobkiem z którego bije światło oraz stojący pasterz i jego towarzysz zwrócony ku niemu, jak i pasterka ze wzniesioną dłonią. Odmiennymi elementami, jakie zastosował Rubens, jest trójkątna kompozycja obrazu, większe zgrupowanie postaci i przede wszystkim zmiana kierunku światła. W Świętej Nocy światło wydobywa z ciemności każdą postać, a w Pokłonie światło emanuje z kołyski oświetlając każda postać od frontu.

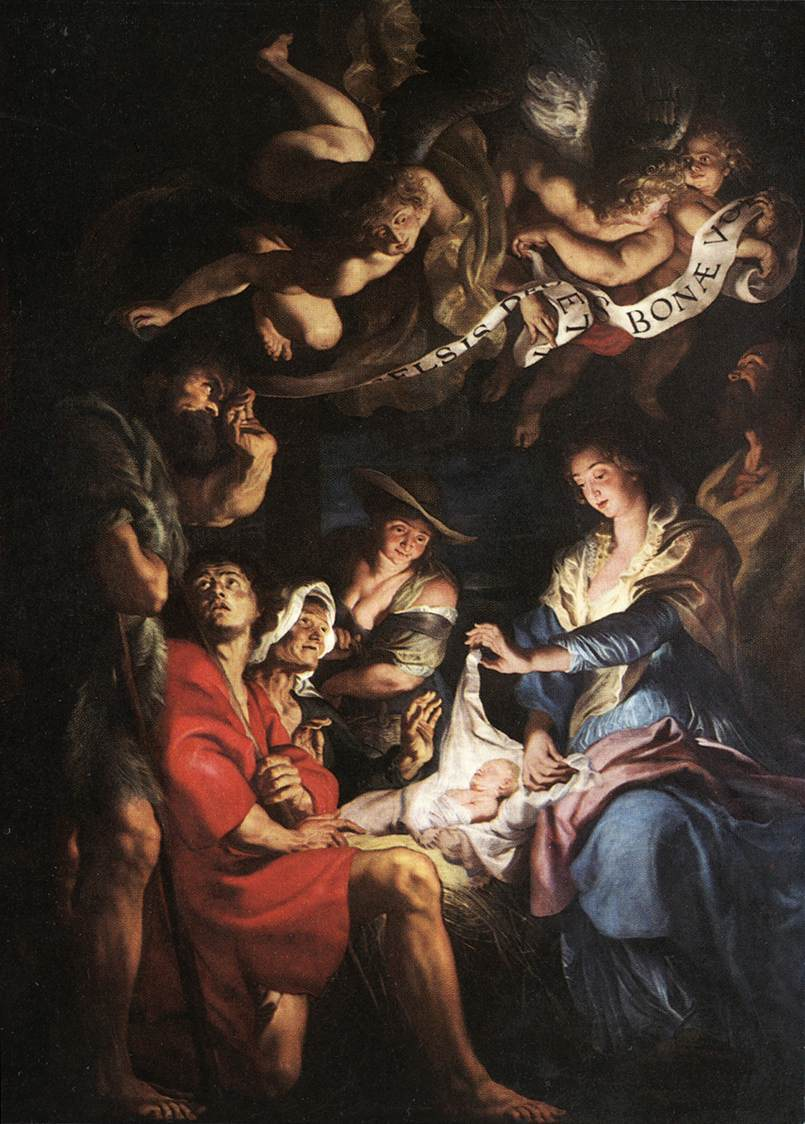
Jedna z wersji Pokłonu pasterzy z Antwerpii autorstwa Rubensa (401 × 294,5 cm)

Wpływ malarstwa weneckiego widoczny jest w technice malarskiej, w swobodnym nakładaniu impastów i w tonacji głębokiej czerwieni.
Postacie pasterzy były wzorowane na innych obrazach Rubensa z tego okresu: młody pasterz to podobna wersja postaci św. Maurusa z ołtarza z kościoła S. Maria in Vallicella, postać Józefa to ta sama postać co Józef z Arymatei z Piety i starzec z obrazu Zuzanna i starcy z Galerii Borghese z Rzymu.